# De meester van de bergen
De meester van de bergen is het vijftiende stripalbum uit de Thorgal-reeks en is getekend door Grzegorz Rosiński met scenario van Jean Van Hamme.
Het verhaal verscheen voor het eerst in 1983 in het stripblad Tintin/Kuifje Het album werd in datzelfde jaar uitgegeven bij Le Lombard. In dit album draait alles om het begrip tijd en de gevolgen die daden uit het verleden hebben op het heden. 

## Verhaal
In een winters landschap trekt Thorgal door een bergpas. Iemand blaast op een hoorn en veroorzaakt een lawine. Thorgal kan maar net ontsnappen en vindt onderdak in een half verbrande berghut. Daar ontmoet hij Torric, een jongen die zijn slavernij is ontvlucht en die achtervolgd wordt door de mannen van zijn meester Saxegaard, de heer van de bergen. Thorgal vindt een vreemde ring en als ze de volgende ochtend opstaan bevinden zij zich in een andere tijd.  Thorgal en Torric worden meegevoerd in een vreemd spel met de tijd en ontmoeten de rosse Vlana. Al snel blijkt dat Torric een duister karakter heeft. 